# Mikwe (Boćki)

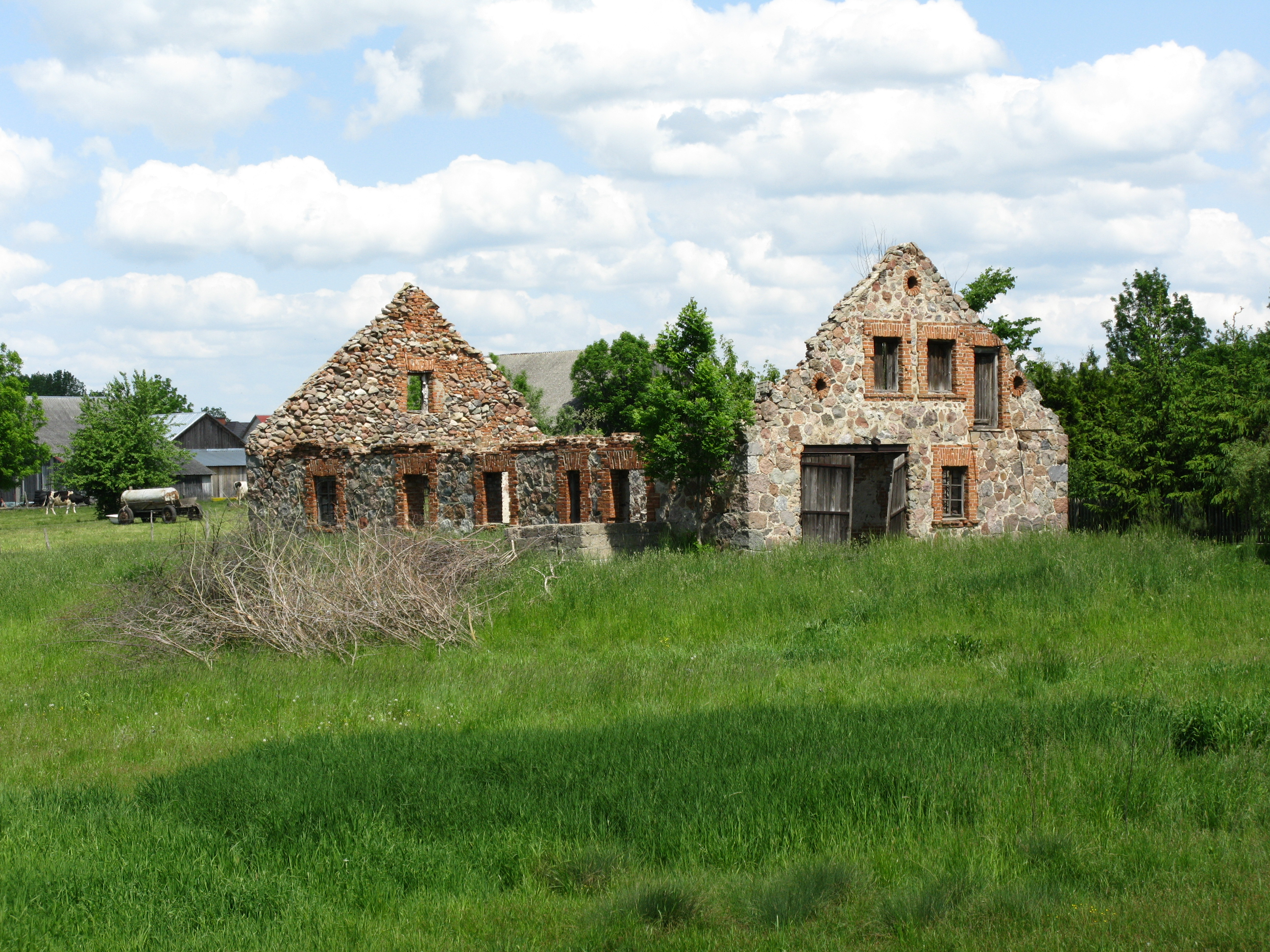
Mikwe in Boćki (2012)

Die Mikwe in Boćki, einer polnischen Gemeinde im Powiat Bielski der Woiwodschaft Podlachien, wurde in der ersten Hälfte des 19. Jahrhunderts errichtet.
Die ehemalige Mikwe besteht nur noch als Ruine.